# Oude Schipbeek
L'Oude Schipbeek (Vieux Schipbeek) est un cours d'eau néerlandais dans la province d'Overĳssel.
L'Oude Schipbeek est situé entre Holten, Dijkerhoek et Bathmen. Historiquement, il s'agit d'un ancien lit du Schipbeek qui se détache près de Holten, vers le nord-est pour se jeter de nouveau dans le Schipbeek, juste avant Bathmen.

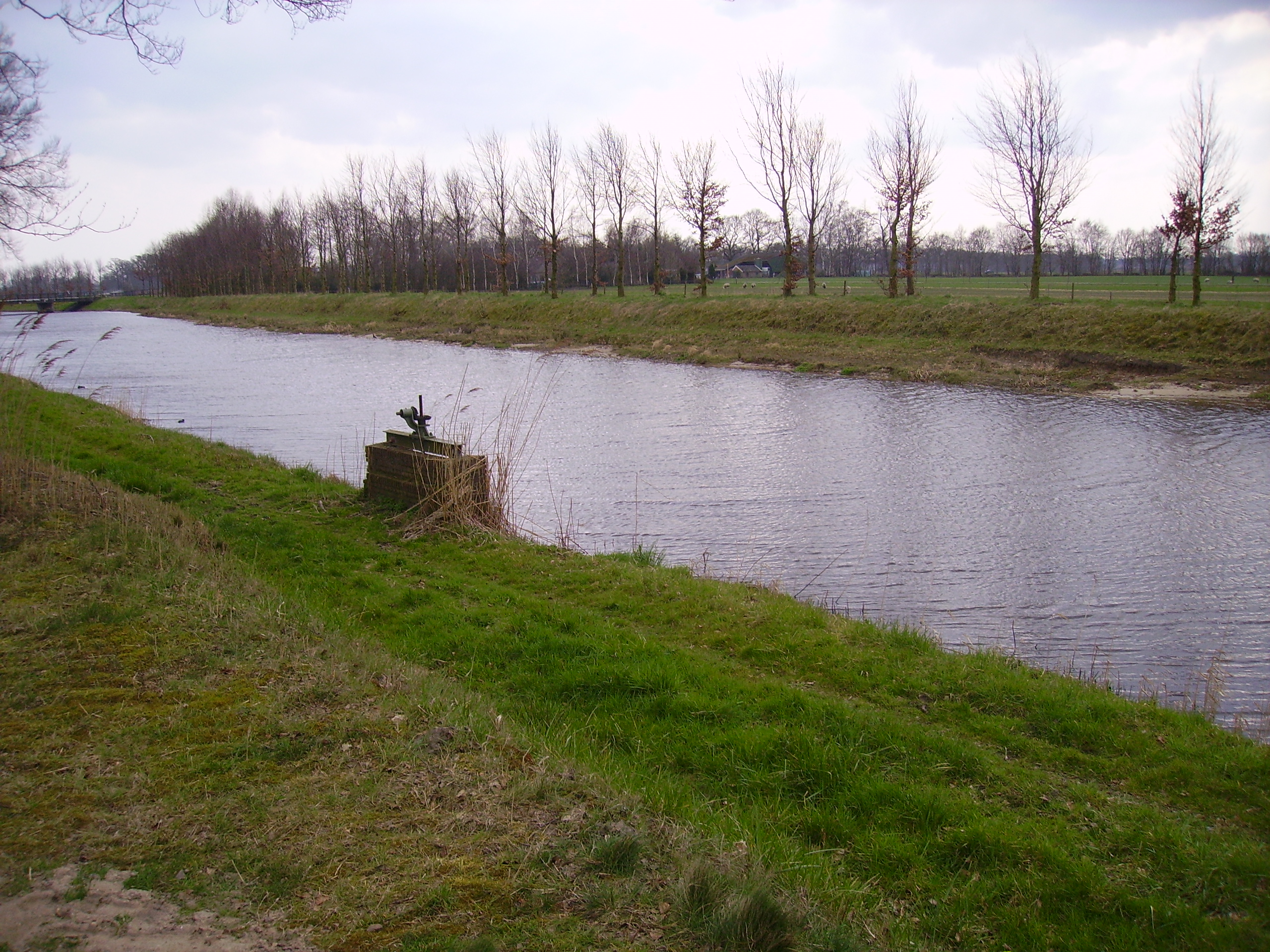
Oude Schipbeek